# Jintan, Guangdong
Jintan  är en köping i sydöstra Kina. Den ligger i stadsdistriktet Qingxin i staden Qingyuan i provinsen Guangdong, omkring 110 kilometer nordväst om provinshuvudstaden Guangzhou. Antalet invånare är 89 457. Befolkningen består av 43 978 kvinnor och 45 479 män. Barn under 15 år utgör 24,0 %, vuxna 15-64 år 67 %, och äldre över 65 år 8,0 %.